# 민태구
민태구(閔泰求, 1934년 7월 10일 ~ 2011년 6월 29일)는 대한민국의 군인, 정치인이다. 제23대 충청북도지사, 제14대 국회의원을 지냈다.

## 학력
- 소이초등학교
- 음성중학교
- 음성고등학교
- 대한민국 육군사관학교 제13기 문학사
- 대한민국 육군보병학교 졸업

### 비학위 수료
- 서울대학교 경영대학원 최고경영자 과정수료
- 서울대학교 행정대학원 국가고위정책과정수료

## 경력
- 파월백마부대 제30연대보병대대장
- 보병제7사단장
- 국방부제1차관보
- 국방부기획관리실장
- 충청북도지사
- 한국수자원공사 이사장
- 민주자유당 충북도지부 위원장
- 민주자유당 원내부총무
- 국회 농림수산위원회 간사

## 역대 선거 결과
|  | 48.06% |

|  | 34.20% |